# نونتسیو گالو
نونتسیو گالو (ایتالیایی: Nunzio Gallo؛ ‏ ۲۵ مارس ۱۹۲۸ – ۲۲ فوریهٔ ۲۰۰۸) بازیگر و خواننده اهل ایتالیا بود.
از فیلم‌هایی که وی در آن‌ها نقش داشته‌است، می‌توان به دو رقیب اشاره نمود.
وی همچنین برندهٔ جوایزی همچون جشنواره موسیقی سانرمو شده‌است.